# Pasiphila lunata
Pasiphila lunata är en fjärilsart som först beskrevs av Alfred Philpott 1912.  Pasiphila lunata ingår i släktet Pasiphila och familjen mätare. Inga underarter finns listade i Catalogue of Life.